# 소켓 478
소켓 478(Socket 478, mPGA 478)은 펜티엄 4(1.4 - 3.4GHz), 셀러론(1.7 - 2.8GHz), 셀러론 D(2.13 - 3.2GHz), 펜티엄 EE(3.2 - 3.4GHz)에 사용된 CPU 소켓 규격이다. 이름처럼 478개의 핀이 있으며, 한쪽에 두 개의 핀이 없다(거꾸로 꽂는 것을 방지하기 위해). 소켓 478은 소켓 423을 대체했으며 LGA 775의 출시로 사라지게 되었다.

## 기술 사양
소켓 478은 모든 노스우드 펜티엄 4 및 셀러론 프로세서에 사용되었다. 이 제품은 여러 윌라멧 시리즈 펜티엄 4와 함께 최초의 프레스캇 펜티엄 4 프로세서와 모든 윌라멧 셀러론을 지원했다. 소켓 478은 또한 최신 프레스캇 기반 셀러론 D 프로세서(소켓용으로 만들어진 마지막 CPU 중 하나)와 2MB의 L3 CPU 캐시를 갖춘 초기 펜티엄 4 익스트림 에디션 프로세서를 지원했다.
인텔 모바일 CPU는 478핀 패키지로 제공되지만 실제로는 소켓 479, 소켓 M 및 소켓 P와 같이 약간 다른 소켓 범위에서만 작동하며 각각은 소켓 478뿐만 아니라 다른 두 소켓과도 호환되지 않는다.
소켓 478은 DDR SDRAM은 물론 SDR SDRAM, RDRAM 및 DDR2 SDRAM과 함께 사용된다.

## 같이 보기
- 인텔 마이크로프로세서 목록

## 참조
1. ↑  “Intel Pentium 4 Datasheet”.